# Paul Kearney
Paul Francis Kearney (* 14. Februar 1967 in Ballymena) ist ein nordirischer Fantasy-Autor.

## Leben
Kearney wurde 1967 in Ballymena im heutigen nordirischen District Mid and East Antrim geboren. Er studierte Altenglisch, Mittelenglisch und altnordische Sprachen. Er lebte zeitweise in den USA und Dänemark, bis er wieder zurück nach Nordirland ins County Down zog.

## Werke

### Die Königreiche Gottes – The Monarchies of God
Alle übersetzt von Michael Krug.
- 1. Hawkwood's Voyage, Gollancz 1995, ISBN 0-575-06054-9
  - Hawkwoods Reise, Bastei-Lübbe 1997, ISBN 3-404-20299-6
- 2. The Heretic Kings, Gollancz 1996, ISBN 0-575-06312-2
  - Die Ketzerkönige, Bastei-Lübbe 1997, ISBN 3-404-20315-1
- 3. The Iron Wars, Gollancz 1998, ISBN 0-575-06313-0
  - Der eiserne Krieg, Bastei-Lübbe 1999, ISBN 3-404-20379-8
- 4. The Second Empire, Gollancz / Orion 2000, ISBN 0-575-06574-5
  - Das zweite Imperium, Bastei-Lübbe 2004, ISBN 3-404-20480-8
- 5. Ships from the West, Gollancz / Orion 2002, ISBN 0-575-06575-3
  - Der letzte Sturm, Bastei-Lübbe 2004, ISBN 3-404-20485-9

### Die Seevagabunden – The Sea Beggars
- 1. The Mark of Ran, Bantam Press 2004, ISBN 0-593-04776-1
  - Das Zeichen des Ran, Basilisk 2009, ISBN 978-3-935706-42-1
- 2. This Forsaken Earth, Bantam Press 2006, ISBN 0-593-04777-X
  - Die vergessene Schöpfung, Basilisk 2010, ISBN 978-3-935706-49-0

### The Ten Thousand / The Macht
- 1. The Ten Thousand, Solaris 2008, ISBN 978-1-84416-573-5
- 2. Corvus, Solaris 2010, ISBN 978-1-906735-77-7
- 3. Kings of Morning, Solaris 2010, ISBN 978-1-907519-39-0[1]

### Warhammer
- Broken Blood.[2] short story in Death & Dishonour. 2010.

### Warhammer 40.000
- The Last Detail.[3] Kurzgeschichte. In: Legends of the Space Marines. 2010.
- The Blind King. Kurzgeschichte. 2015.
- Umbra Summus. Roman, aus juristischen Gründen bisher unveröffentlicht.
- Calgar's Siege, Black Library 2016, ISBN 978-1-78572-514-2
- Calgar's Fury, Black Library 2016, ISBN 978-1-78572-646-0

### Einzelromane
- The Way to Babylon, Gollancz 1992, ISBN 0-575-05310-0.
  - Der Weg nach Babylon, Bastei-Lübbe 1994, ISBN 3-404-20234-1 (übersetzt von Michael Ritz).
- A Different Kingdom, Gollancz 1993, ISBN 0-575-05589-8.
  - Der magische Wald, Bastei-Lübbe 1995, ISBN 3-404-20259-7 (übersetzt von Michael Krug).
- Riding the Unicorn, Gollancz 1994, ISBN 0-575-05767-X.
- Primeval: The Lost Island, Titan Books 2008, ISBN 978-1-84576-694-8.
- Primeval 2: Die Insel jenseits der Zeit, Cross Cult 2009, ISBN 978-3-941248-12-0 (übersetzt von Anika Klüver).
- The Wolf in the Attic, Solaris 2016, ISBN 978-1-78108-361-1.
- The Burning Horse, Solaris 2019, ISBN 978-1-78108-664-3.